# Jon face aux vents
Pour plus de détails, voir Fiche technique et Distribution.
Jon face aux vents est un documentaire franco-suédois réalisé par Corto Fajal, sorti en 2011.

## Fiche technique
- Titre : Jon face aux vents
- Réalisation : Corto Fajal
- Scénario : Corto Fajal
- Photographie :
- Montage :
- Musique :
- Producteur :
- Société de production : Arwestud films
- Distribution : Zed et Arwestud films
- Pays d’origine : France/Suède
- Genre : Documentaire
- Durée : 77 min.
- Date de sortie : 2011

## Distinctions
- 1er Prix du Jury du Festival international du film documentaire sur la ruralité de Ville-sur-Yron